# Kirschnaumen
Kirschnaumen település Franciaországban, Moselle megyében. Lakosainak száma 479 fő (2022. január 1.). Kirschnaumen Halstroff, Kerling-lès-Sierck, Kirsch-lès-Sierck, Laumesfeld, Montenach, Rémeling és Manderen-Ritzing községekkel határos.

## Népesség
A település népességének változása:
| Lakosok száma | 544  | 468  | 432  | 461  | 487  | 472  | 481  | 474  | 471  | 479  |
|               | 1968 | 1982 | 1990 | 2006 | 2013 | 2015 | 2017 | 2019 | 2020 | 2022 |